# Giraut de Bornelh
Giraut de Bornelh o Guiraut (1138 - 1215) fou un trobador occità tan famós que els seus contemporanis l'anomenaven maestre dels trobadors

## Biografia
Giraut nasqué a Eissiduelh en una família humil s'elevà mercès a la seva inspiració i talent, i feu els seus estudis a una abadia llemosina. Després d'anar a diverses corts occitanes, va pertànyer a la cort d'Alfons I i va acompanyar el comte Ademar V a les Croades entre 1188 i 1189. També s'està algun temps a la cort del rei de Castella Alfons VIII. Es retirà al Llemosí el 1192.

## Protectors
Giraut tingué per protectors En Ricard Cor de Lleó, al que acompanyà en la Tercera Croada; el príncep Bohemon III d'Antioquia, en la cort del qual va romandre un hivern durant la seva estada a Palestina; a Alfons VIII de Castella, que l'omplí de dons, i al rei d'Aragó Pere II: en canvi foren els seus enemics Sanç el Fort de Navarra, que el feu desvalisar al seu retorn de Castella, el seu senyor feudal el vescomte de Llemotges Guido IV, que lliurà el castell d'Eissiduelh al saqueig en prendre'l el 1211.

## Obra

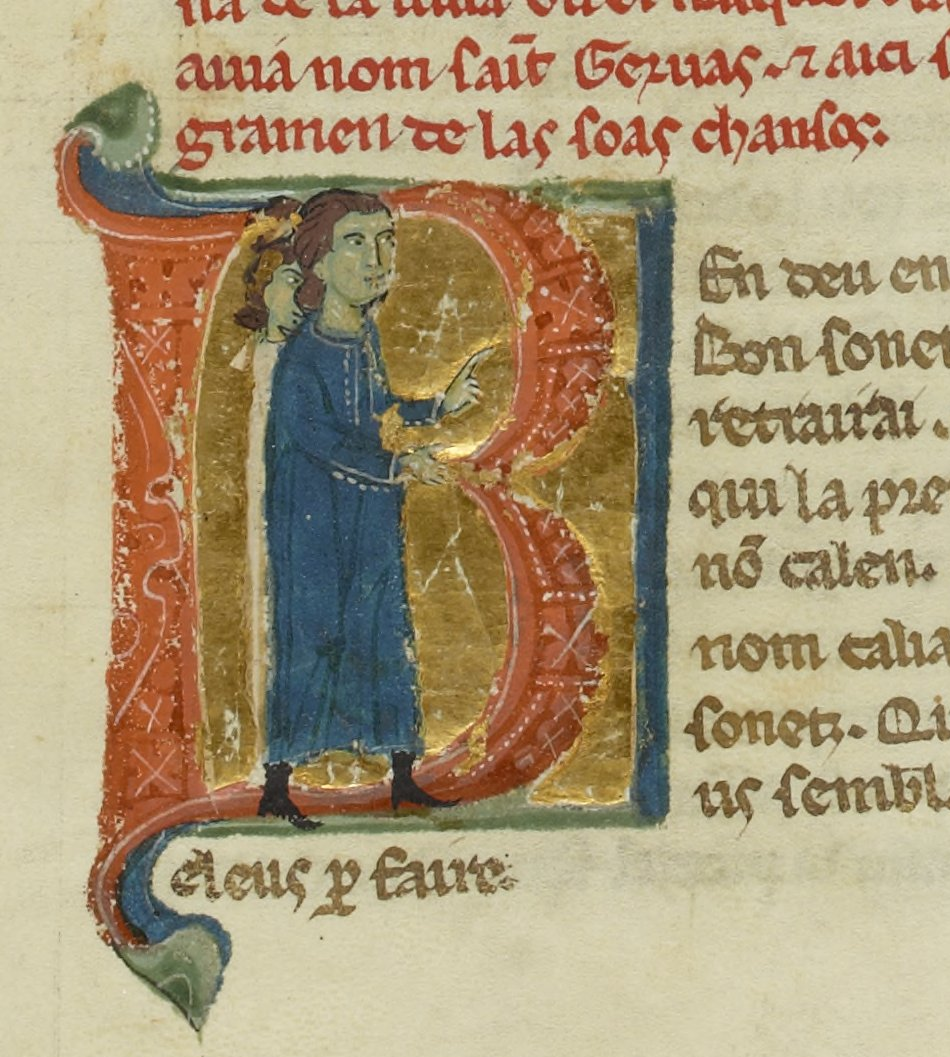
BnF ms. 854 fol. 14, cançoner I

A jutjar per les cròniques de l'època, cap trobador gaudí en vida de tanta fama com ell; un cronista del segle xiii l'anomenà el maître des trobadours. En el cant del Purgatori, fou classificat per Dante com el segon millor trobador (després d'Arnaut Daniel). Però la crítica moderna no comparteix aquest judici i segueix anomenant-lo maître des trobadours. Se'n conserven 82 composicions de diferents gèneres, en la seva major part dedicades a Alamanda d'Estanc. Destaquen entre elles una deliciosa i inspirada auba, en la que va saber agermanar hàbilment la poesia popular amb les formes literàries; alguns serventes en els que lamenta la decadència de les regles de la cavalleria i de la poesia: diàlegs amatoris, pastourelles i una elegia o planh, inspirat per la mort del seu amic Ignaure.
Entre aquestes composicions se'n troben de pertanyents a l'estil obscur, anomenat en provençal trobar clus, que daten probablement dels seus primers temps, època en què degué sentir la influència d'Arnaut Daniel, mestre en aquell gènere que ben aviat abandonà, declarant que la verdadera poesia és aquella que tothom entén, i que les composicions poètiques deuen la seva vàlua a la inspiració i als pensaments que contenen i no a la seva factura i mètrica enrevessades.
Sols han sobreviscut quatre de les seues melodies. L'alba Reis glorios és una de les més famoses i excepcionalment bella.

## Recopilacions disperses
- Parnase occitanien: d'en Rochegude
- Les Poésies inédites des troubadours du Perigord: d'en Chabaneau
- En les Gedichte i els Werke der Troubadours: de Mahn
- En el Choix des poésies des troubadours.

A l'article sobre tençons podem trobar una peça seua dedicada al rei Alfons I.